# آوسا (اودین)
آوسا (به ایتالیایی: Ausa) یک رود در ایتالیا است.